# Марія Яніон
Марія Яніон (пол. Maria Janion, 24 грудня 1926, Монькі — 23 серпня 2020, Варшава) — польська історикиня літератури, письменниця, літературна критикиня, перекладачка, викладачка університетів, феміністка.
Дослідниця польської культури XIX-ХХ століть, академічна викладачка, професійно пов'язана в тому числі із Інститутом Літературних досліджень Польської академії наук, Гданським університетом та Варшавським університетом. Вихователька багатьох поколінь польських гуманістів: письменників, публіцистів, науковців, академічних викладачів, журналістів, видавців та вчителів. Літературна критикиня, знавчиня польського та європейського романтизму. Вона здобула членство, серед інших ПАН і ПАУ.

## Життєпис

### Дитинство та діяльність у 40-ві
Походить з родини держслужбовців Ципріана Яніона та Людвіки Кудрик. До 1945 року жила у Вільнюсі, де закінчила середню школу та провела Другу світову війну. Під час радянської окупації вчилася у середній школі, а коли німці увійшли до міста, почала відвідувати Таємні гімназійні навчання. Належала до підпільної Союзу польського харцерства при Армії Крайовій і була там зв'язковою. Після війни у складі так званої акції репатріації її родина оселилася у Бидгощі.
У 1945 році склала випускні іспити середньої школи в Торуні. Восени розпочала полоністичне навчання в Лодзькому університеті. З 1946 року відвідувала ведене Стефаном Жулкевським критичнолітературне дослідження тижневика «Кужниця», а в 1947 році почала публікувати статті та рецензії в цьому журналі. Того ж року приєдналася до Асоціації академічної молодіжної боротьби «Життя», а в 1948 році стала членкинею редакційної групи тижневика «Село». Того ж року опублікувала у другому випуску «Творчості», першу велику наукову дисертацію, написану разом з Тадеушем Дреновським і під назвою «Питання літературної фікції з позиції соціологічної теорії літератури». У 1948 році була працевлаштована в Інституті літературних досліджень Польської академії наук як асистентка і працювала там до виходу на пенсію (1996). У 1949 році приєдналася до Польської об'єднаної робітничої партії (PZPR), з якої її виключили у 1979 році. Також у 1949 році переїхала до Варшави, де постійно проживала.

### 1950-ті та 1960-ті
У 1951 р. здобула ступінь магістра у Варшавському університеті, у 1951/1952 навчальному році працювала асистенткою. Зайняла посаду заступниці професора в 1954 р., а в 1955 р. В ІБЛ — здобула ступінь кандидатки філологічних наук на основі творчості поета-романтика Лучана Сіменського, просуваного Стефаном Ловкевським. У 1957 р. була науковою секретаркою ІБЛ, у 1957 р. обіймала посаду доцентки, з того часу брала участь у роботі наукової ради інституту. У 1957 році почала працювати в Педагогічному університеті в Гданську. У 1963 році отримала звання професорки гуманітарних наук, потім доцентки. У 1964 р. обійняла посаду завідувачки студії історії мистецьких форм польської літератури, а в 1968 р. завідувачкою кафедри історії літератури XIX століття. З 1966 року брала участь у роботі Комітету з літератури Польської академії наук (згодом Комітету наук польської літератури Польської академії наук). Після хвилі березневих репресій у 1968/1969 навчальному році її звільнили з роботи у ВСП — влада особливо хвилювалася щодо її зростаючого впливу на академічну молодь. Її лекції, що акцентують на революційному, лібертарному аспекті романтизму, не піддаються офіційній інтерпретації та ставлять під сумнів традиційні читання літературного канону, спонукають студентів до бунтівного, оригінального та сміливого мислення про польську літературу та культуру. Заснувавши Гданський університет, вона почала працювати в Інституті польської філології. У 1973 році стала дійсною професоркою.

### 70-ті та 80-ті
У 1974 році почала проводити семінари в докторантурі IBL. У 1979 році стала членкинею Спілки польських письменників, розпущеної в 1983 році.
У 1970-х взяла участь у діяльності опозиції, в тому числі засновників незалежного Товариства наукових курсів. Стала критичніше ставитися до тлумачень та оцінок польської ранньої та сучасної літератури зверху вниз, а також до польського культу війни, солдата, героїзму, військових повстань та мученицької смерті. У 1976 році опублікувала дослідження «Війна і форма», присвячене «Щоденнику Варшавського повстання» Мирона Білошевського, інтерпретуючи це як текст, що демонструє війну та повстання з громадянської, демітологізованої, негероїчної точки зору, яке зустріли сильною критикою. Її звинувачували, як і самого письменника, у національній душі святості. Її незалежні судження, зростаючий авторитет серед студентів та науковців та її стосунки з політичною опозицією зробили її персоною нон ґрата для тодішньої влади. У серпні 1980 року вона підписала лист 64 інтелектуалів, що підтримують страйки, закликаючи не проводити кровопролиття. У 1981 році виступила на Конгресі польської культури, проведення якого було перервано введенням воєнного стану. Закликала перетворити це велике національне повстання, яке, в основному, рухається емоціями, у велику інтелектуальну працю.
У 80-х роках продовжувала наукову і дидактичну роботу в Гданську та Варшаві. Була творчинею і співавторкою серії «Трансгресії» — сім томів антологій польських та зарубіжних наукових праць, літературних текстів та записів дискусій, проведених на гданських семінарах, вийшли у 1981—1988 роках. У 1981 році читала лекції у Варшавському університеті. У 1982 році в рамках політичних репресій її звільнили з університету в Гданську. Знову була працевлаштована в 1983/1984 навчальному році. Проводила семінари в Ґданську до 1989/1990 навчального року, з того часу викладала заняття у Варшаві лише в рамках докторантури IBL та контракту з Варшавським університетом. Незадовго до рубежу 1989 року приєдналася до неформального опозиційного об'єднання «Реформа та демократія».

### З 90-х
У 90-х роках стала членкинею Асоціації гуманізму та незалежної етики, а на деякий час входила до Солідарності праці та Робітничого союзу. У 1989 році стала членкинею Польської асоціації письменників, а в 1991 р. — Польського ПЕН-клубу. У 1994 році отримала ступінь докторки honoris causa університету в Гданську. У 1997—2004 рр. брала участь у журі Літературної премії Nike, у 2000—2004 рр. — була її головою. З 1992 по 2010 рік продовжувала проводити семінари, відкриті для всіх, цього разу під егідою Школи суспільних наук Інституту соціології та філософії Польської академії наук. Хоча регулярно читала лекції, продовжує співпрацювати з SNS. У 1996 році, на 70-й день народження, отримала від учнів том «Романтизм. Яніон. Фантазм», за редакцією Дороти Сівіцької та Марка Беньчика. У 2006 році, як у Варшаві, так і у Кракові, друзі та колишні та теперішні студенти організували урочисте святкування 80-річчя Марії Яніон. З текстів, запропонованих їй з цього приводу, повстала «Книга Яніон» (Гданськ, 2007), підготована Збігнєвом Майхровським та Станіславою Роською, яка також містила докладну бібліографію її творів, підготовлених Аліцією Салаганом, перелік докторатів та магістерських робіт, які вона пропонувала, «Дерево Яніон», вкладкою з малюнком із зображенням усіх учнів та їхніх учнів, а також із текстом, який виголосив Єжи Пілч під час ювілейних урочистостей, організованих у Варшаві у штабі «Газети Виборчої».
Бере участь у відродженні польського фемінізму, як у розумінні інтелектуального руху, так і соціальної активності, що критикує расизм, антисемітизм, гомофобію та мізогінію.

## Особисте життя
У книзі Яніон. Транс — травми — трансгресії. 1: Погана дитина (2013), яка являє собою інтерв'ю-ріки з Казимирою Щукою, Яніон розповіла, що є лесбійкою.

## Членство в наукових організаціях та установах
Отримала членство в Польській академії наук (член-кореспондентка з 1991, дійсна членкиня з 1998), Польській академії мистецтв і наук (діюча членкиня з 1990 р.), Варшавському науковому товаристві (рядова членкиня) та Літературному товаристві ім. Адама Міцкевича. Працювала в Комітеті з літератури Польської академії наук та Комітеті «Польща в Єдиній Європі».

## Основні напрямки досліджень
Марія Яніон є авторкою кількох десятків книг та декількох сотень досліджень, статей, етюдів та рецензій. Паралельно з дослідницькою роботою, редакторською діяльністю (національні поетичні видання, Не-Божественна комедія для Національної бібліотеки) та редакційною роботою — крім численних окремих предметів, таких як книги про траву або містичний Словацький, вона редагувала цілі видавничі серії: «Переступи» та «Малюнок польської літератури», а з 1978 р. Багатотомний і донині з'являється «Романтична бібліотека». У 1968—1978 роках була головною редакторкою редакційної колегії серії IBL Historia i Teoria Literatury. Навчання, тоді була членкинею комітету. Також зініціювала та організувала багато інших наукових починань (конференцій, симпозіумів, нарад).
До її наукових інтересів належать не лише історія польської та зарубіжної літератури останніх двох століть, але й історія ідей, стилів поведінки та соціальних установок, зміни символічної уяви, естетичних форм та категорій, а також методологія літературного дослідження. Романтизм займає в них особливе місце.

### Романтизм як революція уяви
За Марією Яніон романтизм зародився під час сучасного відкриття «Я», на початку він став переважно індивідуалізмом, досліджуючи досвід конкретного існування та таємницю людини. Романтична уява розкрила нову реальність: внутрішній світ мрій і фантазм. Таким чином вона виявила «підсвідомого чоловіка», висловивши чимало того, що до цього часу було приховано та таємно, хоча всередині неї були також сфери придушення та репресій. Визволення стало можливим завдяки розриву з класицизмом та його догматичним, однобічним та образним розумінням традиції. Романтичне розуміння традиції: багатостороннє та плюралістичне стало основою нової культурної парадигми.
У своїх роботах вона детально описала різні аспекти цієї нової парадигми: новий тип героя, різке порушення табу смерті, відновлення прихованого, забутого та невизнаного і що призвело до облагородження неофіційних, альтернативних культур (насамперед народної, а потім язичницької, слов'янської)., північна і східна), концепція природи як моделі, моделі існування, в якій творіння неминуче ототожнюється з руйнуванням або навіть самознищенням, а життя зі смертю, розуміння історії як теофанії, драматична філософія існування, розтягнута між порятунком і небуттям, не виражена раніше, зміщені екзистенційні переживання (дитина, божевільного, жінки. . .). Дослідник також присвятив багато уваги новим формам та стилям романтичного письма. Вона проаналізувала секрет романтичної форми (так звана відкрита форма, фрагмента поетика) та романтичних естетичних категорій (дослідження трагедії, іронії, гротеску, фрезії, готики та піднесеності). Вона підкреслила, що з часом почуття абсурду та гротескності існування, виражене через іронію та меланхолію, набуває все більшого значення у романтизмі.

### Специфіка польського романтизму та його вплив на польську культуру
Вона присвятила багато уваги особливій природі польського романтизму, а особливо тому, як ця епоха вплинула на польську культуру 19, 20 та навіть 21 століття. Дослідниця стверджує, що протягом майже двох сотень років після епохи після поділу та закінчення воєнного стану та періоду після неї в Польщі панував досить єдиний стиль культури, який вона назвала романтично-символічною. Романтичний індивідуалізм, радикальний бунт особистості проти реальності, божевілля уяви, бунт смерті та нарешті моральні дилеми, що мають велике значення для польської громади (як-от проблема конфлікту змови та лицарсько-християнського етосу в Конраді Валенроді) у процесі прийому піддавалися політичним читачам польськими читачами скорочення та далекосяжні спрощення. Цей процес був підтриманий епігонською, наслідувальною національною літературою періоду між повстаннями. Великий романтизм у Польщі поступово перетворився на канон, а точніше два канони: тиртейський та месіансько-мученицький. Це сталося тому, що в один момент він зосередився насамперед на формуванні почуття національної ідентичності та відстоюванні її символів. Таким чином, він набув характеру національної харизми, організуючи навколо духовних цінностей колективи, такі як батьківщина, незалежність, свобода нації та солідарність націй. Література тут відігравала домінуючу роль.
Її захоплення романтизмом розпочалося з досліджень національної поезії дев'ятнадцятого століття в період повстання. Плід пошуку стала першою книгою: монографія Лучана Сімієнського, поета-романтика, а також менші монографічні обриси — серед інших Ришард Бервінський, Едмунд Васілевський, Вінсент Поль та Антологія національної поезії романтики 1831—1863 рр., підготовлені разом із Марією Грабовською. Портрети вибраних національних поетів (Еренберг, Семенський, Васілевський) опублікували «Картини польської літератури» в окремих томах.

#### Романтична парадигма в Польщі у XX столітті
За словами Марії Яніон, романтизм у Польщі не закінчився, як у більшості європейських країн, XIX ст. Його правління поширилося на все 20 століття і в ньому було три кульмінації. Перший був початком XX століття — це період, що передував Першій світовій війні та самій війні, коли виникли прагнення незалежності, і діяльність Пілсудського, натхненна романтичними читаннями, зіграла особливу роль. Другий кульмінаційний момент припадає на період Другої світової війни. Саме тоді процвітали романтичні стереотипи, що спричинило не лише чергове нещастя, але й романтичну освіту, яку отримало міжвоєнне покоління в 1939—1945 роках. Третя кульмінація, третя велике повернення романтичних стереотипів та кліше відбулося під час появи Солідарності та її етосу, що отримав широке визнання. Він згадував команду героїчних і романтичних цінностей, сильно вкорінених у польській свідомості, він використав модель благородного польського ідеалізму, присвятивши все боротьбі за свободу. Солідарність перейняла і по-своєму розвинула романтичну емоційну культуру, її пафосний патріотизм. Воєнне становище ще більше посилило це все. У своїй знаменитій промові, виголошеній під час переривання воєнного стану Конгресу польської культури, Марія Яніон постулювала, що це велике емоційне повстання перетвориться на інтелектуальну працю. У фільмі Агнешки Арнольд Незакінчений конгрес, знятому з нагоди Конгресу культури в Кракові в 2009 році, дослідник заявляє, що цей великий інтелектуальний рух, про який мріяли, ще не народився.
На початку 1990-х вона оголосила, що в демократичному, плюралістичному ідеологічному польському суспільстві, яке виникне в результаті трансформації, неминуче відбуватиметься сутінки описаної вище романтичної парадигми. Вона визнала, що уніфікована культура, яка раніше виконувала насамперед компенсаторні та терапевтичні функції, не може діяти в суспільстві, яке стане демократичним, тобто багатогранним і децентралізованим, виявляючи широке різноманіття культурних потреб. Вона була переконана, що в цій новій реальності знайдеться місце для спадщини романтизму, але перечитана. Йдеться про її велику філософію існування, драматичні дилеми про свободу особистості та витікаючі з цього трагічні та іронічні напруження. Однак після двадцяти років нової польської незалежності дослідниця все ще зауважує стійкість романтичних стереотипів, особливо месіанських, які вона намагається критично дослідити.
Вивчаючи багато десятиліть «життя після смерті» польський романтизм, також виявив причетність до романтизму таких польських сучасних художників, як Свінарський, Ганушкевич, Вайда, Тадеуш Конвіцький, Івашкевич, Римкевич, Броневський, Кунцевіцова (Відновлення смислів, Проект критики фантазматичної, Плач генерала), її цікавили внутрішньоромантична полеміка та часто драматична доля критиків романтичного стилю мислення та письма (Бжозовський, Мілош, Гомбрович, Бялошевський).
Марія Яніон присвятила наступні книги дослідженням романтизму як нової культурної парадигми та особливості польського романтизму: Романтизм. Дослідження ідей та стилю, Романтична лихоманка, Оновлення смислів, Час відкритої форми, Протистояння злу, Посмертне життя Конрада Валенрода, Проект фантастичної критики. Ескізи про існування людей та привидів і написано разом з Марією Жмігродською: Романтизм та історія, а також романтизм та існування. Фрагменти незавершеного твору.

#### Роль творчості епігону
Проблема національного романтизму давно залишається однією з головних ниток досліджень Марії Яніон, і наступні книги містили подальші дисертації, присвячені йому. Дослідник нагадував національних поетів не лише через літературну цінність деяких (напр. Теофіл Ленартович), але також у переконанні, що — хоча великі поети-емігранти творили польський романтизм — поети країни, завдяки спрощенню, неоднозначності та епігону, часто наслідували, перетворили його на канон. Без урахування цього конкретного посередництва неможливо зрозуміти сучасну польську культуру, польське духовне життя та стиль польського патріотизму. Проблема епігонізму неминуче пов'язана з національною літературою. Парадоксально, але це було наслідком початкових припущень романтичної літератури. У романтизмі переважало поняття поезії як вираження почуттів, що сприяло демократизації літератури. Це також мало свої погані сторони. Повінь поезії принесла суттєве зниження її інтелектуального та літературного рівня. Поезія епігонів найчастіше майже повністю складалися з кліше, кліше та стереотипів. Було створено гігантське дублювання текстів великих романтиків, особливо Міцкевича. У Польщі романтичний епігонізм виступав насамперед як емоціоналізм. Сформувався своєрідний тероризм благородної польської емоційності. Романтична поезія ототожнюється з релігією патріотичних почуттів: ти не відчуваєш того ж, ти не польський. Підтвердженням цих інтуїцій дослідження стало те, що обширну антологію Редута розробила та передувала Марія Яніон. Романтична поезія незалежності (Літературне видавництво, Краків 1979, серія «Романтична бібліотека») стала зручною збіркою патріотичної поезії, що співається в період «Солідарності» та воєнного стану. Період першої «Солідарності» повернув усі романтичні зразки переживання національних драм. Тому підсумок поезії Марії Яніон у країні, який є підсумком багаторічних досліджень національної поезії. Спроба синтезу, яка також була ознайомленням з історією сучасної польської національної культури, була включена як вступ до книги «Малюнок польської літератури XIX та XX століть» і була відновлена в 1994 році як окрема книга під назвою «Фіолетового пальто Міцкевича».

### Дослідження творчості пророків-романтиків
У той же час вона розвинула інтерес до творів великих польських поетів-романтиків. Вона розпочала дослідження з Зигмунта Красіньського і опублікувала, серед інших Монографія, дебют та зрілість Зигмунта Красіньського. Вона багато разів поверталася до творчості автора «Не-Божественної комедії», аналізуючи його історіософію, концепцію трагедії, фантазматичність та алінеаризм форми його драм, катастрофи та бачення революції та згадуючи менш відомі твори. Вона присвятила окремі дослідження епістолярній роботі Красіньського, яку розумів як особливий документ його уяви та екзистенційних переживань. У книзі Дивовижні слов'яни, в свою чергу, проаналізували юнацький розповідь про Красінскі, мстивий карлик і Маслав, показуючи характер готизму і фрезії, а також його розуміння слов'янського міфу, підкреслюючи кривавий і дикий характер дохристиянських часів. По-особливому Яніон повернулася до Красіньського у книзі «Герой, список, смерть», в якій вона присвятила два дослідження аналізу «Не-Божественої комедії» як «основоположного міфу про польський антисемітизм».
Адама Міцкевича початково проаналізував з погляду його впливу на національний романтизм і як творця однієї з найпотужніших літературних та культурних діячів, а саме Конрада Валенрода. Вона не раз замислювалася про суть трагедії цього персонажа та про те, як він вплинув на польську уяву. У книзі «Посмертне життя» Конрад Валленрод (1990) вивчав як його «символічну біографію», так і міф, навколо якого склалася доля багатьох польських змовників 19 і 20 століть. Гражина присвятила окремі дисертації (Жінка-лицар у книзі «Жінки та дух іншого»); Концепція Міцкевича «Дзядів», яка заснувала антропологію автора пана Тадеуша (польський романтизм серед європейських романтизмів у книзі «Романтична лихоманка»). З часом вона все більше і більше поглиналася питаннями його релігійності, приділяючи особливий акцент ставленню Міцкевича до євреїв та юдаїзму (дві раніше опубліковані дисертації про єврейський легіон Міцкевича та єврейські сюжети у Міцкевича увійшли до книги «До Європи Так, але разом з нашими мертвими»). Вона також неодноразово поверталася до його способу розуміння вампірського міфу та поняття слов'янського (Вампір, Неймовірний слов'янізм). Окреме дослідження вона присвятила темі «неприхованої смерті» у творі Міцкевича, спираючись на приклад маловідомої пісні Попас в Упіті з 1825 року.
Юліуш Словацький, у свою чергу, зацікавив дослідника насамперед як автора надзвичайної історіософії, особливо в містичний період (Романтичне бачення революції, в: Романтична лихоманка), як творець нової мови польської поезії та фрагментарної поетики (саме так колись писатиме Польща). Необхідність перегляду попередніх інтерпретацій містичного твору Словацького призвела до організації симпозіуму в 1979 році, до якого Марія Яніон підготувала набір проблем, які потребували обговорення. Разом з професором Марією Жмігродською вона потім редагувала книгу, яка стала плодом цієї сесії і яка, як заявили дослідники та читачі, відкрила новий етап дослідження творчості автора Короля Духа.